# OPTSAT-3000
OPTSAT-3000 ist ein militärischer Erdbeobachtungssatellit des italienischen Verteidigungsministeriums. Die Mission wird auch SHALOM (Spaceborne Hyperspectral Applicative Land and Ocean Mission) genannt.
Er wurde am 2. August 2017 um 1:58:33 UTC mit einer Vega-Trägerrakete vom Raketenstartplatz in Kourou (zusammen mit Venųs) in eine sonnensynchrone Umlaufbahn gebracht.
Der dreiachsenstabilisierte Satellit ist mit einer Jupiter genannten Multispektralkamera mit 70 cm Hauptspiegel ausgerüstet und soll Überwachungsbilder aus dem All liefern, die eine Auflösung von 2 m multispektral und 0,5 m panchromatisch erreichen und eine Schwadbreite von 15 km besitzen. Er wurde auf Basis des gleichnamigen Satellitenbus (einer Weiterentwicklung des IMPS Improved Multi Purpose Satellite und der TecSAR Platform) der Israel Aerospace Industries (IAI) gebaut und besitzt eine geplante Lebensdauer von mindestens sechs Jahren. Der Gesamtauftragswert des Mitte 2012 bei Telespazio bestellten OPTSAT-3000 beträgt 182 Millionen US-Dollar und beinhaltet die Herstellung des Satelliten sowie das Bodensegment für den Betrieb des Raumfahrzeugs sowie den Start. IAI beauftragte Elbit Systems Electro-Optics (Elop) für 40 Millionen US-Dollar mit der optische Nutzlast und die italienischen Firma Compagnia Generale per lo Spazio (CGS) für die Beauftragung des Satellitenstarts.